# Бонкув (Ключборський повіт)
Бонкув (пол. Bąków, нім. Bankau) — село в Польщі, у гміні Ключборк Ключборського повіту Опольського воєводства.
Населення — 952 особи (2011).

## Демографія
Демографічна структура станом на 31 березня 2011 року:
|          | Загалом | Допрацездатний вік | Працездатний вік | Постпрацездатний вік |
| -------- | ------- | ------------------ | ---------------- | -------------------- |
| Чоловіки | 471     | 84                 | 348              | 39                   |
| Жінки    | 481     | 75                 | 297              | 109                  |
| Разом    | 952     | 159                | 645              | 148                  |